# USS Spadefish (SSN-668)
USS Spadefish (SSN-668) – amerykański myśliwski okręt podwodny z napędem atomowym typu Sturgeon. Wyposażony był w pociski przeciwokrętowe Harpoon oraz rakietowe pociski przeciwpodwodne SUBROC z głowicą jądrową W55 o mocy 5 kT, a także w 23 torpedy Mk. 48 ADCAP i minotorpedy Mk. 60 Captor. "Spadefish" zwodowano 15 maja 1968 roku w stoczni Newport News. Okręt został przyjęty do służby operacyjnej w marynarce wojennej Stanów Zjednoczonych 14 sierpnia 1969 roku, którą pełnił do 11 kwietnia 1997 roku